# Igor Zelenay
Igor Zelenay, né le 2 octobre 1982 à Trenčín, est un joueur de tennis slovaque, professionnel depuis 2000.

## Carrière
Il joue surtout en double, remportant un titre ATP en 2019 et remportant 42 titres Challenger : à Togliatti en 2001, Prague en 2003 et 2004, Košice en 2005, Oberstaufen et Trnava en 2007, Košice et Trnava en 2008, Bratislava et Salzbourg en 2009, Mons en 2010, Barletta et Orbetello en 2011, Bordeaux et Helsinki en 2012, Košice et Côme en 2013, Vicence et Brunswick en 2014, Kazan, Heilbronn, Prague, Cordenons, Bratislava et Brescia en 2015, Kazan, Prostějov et Prague en 2016, Quimper, Cherbourg, Francavilla al Mare et Brunswick en 2017, Zhuhai, Barletta, Tunis, Prostějov, Cordenons et Bratislava en 2018, Barletta, Francavilla et Augsbourg en 2019 et Ostrava en 2020. Il atteint la 50e place mondiale en 2009.
En simple, il a remporté 2 titres Future et joué une finale en Challenger à Manchester en 2005.
Il a joué avec l'équipe de Slovaquie de Coupe Davis 8 matchs en double entre 2003 et 2016.
Il remporte son premier titre ATP en carrière en 2019 à Saint-Pétersbourg associé à Divij Sharan.

## Palmarès

### Titre en double messieurs
| No | Date       | Nom et lieu du tournoi                | Catégorie | Dotation    | Surface    | Partenaire   | Finalistes                       | Score            |          |
| -- | ---------- | ------------------------------------- | --------- | ----------- | ---------- | ------------ | -------------------------------- | ---------------- | -------- |
| 1  | 16-09-2019 | St. Petersburg Open Saint-Pétersbourg | ATP 250   | 1 180 000 $ | Dur (int.) | Divij Sharan | Matteo Berrettini Simone Bolelli | 6-3, 3-6, [10-8] | Parcours |

### Finales en double messieurs
| No | Date       | Nom et lieu du tournoi                                       | Catégorie | Dotation  | Surface      | Vainqueurs                          | Partenaire      | Score            |          |
| -- | ---------- | ------------------------------------------------------------ | --------- | --------- | ------------ | ----------------------------------- | --------------- | ---------------- | -------- |
| 1  | 22-02-2010 | Delray Beach International Tennis Championships Delray Beach | ATP 250   | 442 500 $ | Dur (ext.)   | Bob Bryan Mike Bryan                | Philipp Marx    | 6-4, 7-63        | Parcours |
| 2  | 04-04-2011 | Grand-Prix Hassan II Casablanca                              | ATP 250   | 398 250 € | Terre (ext.) | Robert Lindstedt Horia Tecău        | Colin Fleming   | 6-2, 6-1         | Parcours |
| 3  | 17-09-2012 | St. Petersburg Open Saint-Pétersbourg                        | ATP 250   | 410 850 $ | Dur (int.)   | Rajeev Ram Nenad Zimonjić           | Lukáš Lacko     | 6-2, 4-6, [10-6] | Parcours |
| 4  | 23-07-2018 | J. Safra Sarasin Swiss Open Gstaad                           | ATP 250   | 501 345 € | Terre (ext.) | Matteo Berrettini Daniele Bracciali | Denys Molchanov | 7-62, 7-65       | Parcours |

## Parcours dans les tournois duGrand Chelem

### En simple
N'a jamais participé à un tableau final.

### En double
| Année | Open d'Australie              | Open d'Australie              | Internationaux de France    | Internationaux de France      | Wimbledon                     | Wimbledon                   | US Open                        | US Open                   |
| ----- | ----------------------------- | ----------------------------- | --------------------------- | ----------------------------- | ----------------------------- | --------------------------- | ------------------------------ | ------------------------- |
| 2008  | —                             | —                             | —                           | —                             | 1/8 de finale Petr Pála       | M. Granollers S. Ventura    | —                              | —                         |
| 2009  | —                             | —                             | 1/8 de finale J. Levinský   | B. Soares K. Ullyett          | 1/8 de finale R. Wassen       | B. Soares K. Ullyett        | 1er tour (1/32) D. Škoch       | M. Gicquel F. Santoro     |
| 2010  | 1/8 de finale P. Marx         | D. Nestor N. Zimonjić         | 1er tour (1/32) P. Marx     | Y. Allegro A. Beck            | 2e tour (1/16) P. Marx        | R. Bopanna A.-U.-H. Qureshi | 2e tour (1/16) P. Marx         | S. Aspelin P. Hanley      |
| 2011  | 2e tour (1/16) F. Polášek     | Be. Becker M. Kohlmann        | 1er tour (1/32) K. Skupski  | C. Fleming P. Marx            | 1er tour (1/32) F. Polášek    | E. Butorac J.-J. Rojer      | 1er tour (1/32) A. Shamasdin   | J. I. Chela E. Schwank    |
| 2012  | 1er tour (1/32) A. Siljeström | R. Lindstedt Horia Tecău      | —                           | —                             | 1er tour (1/32) A. Begemann   | E. Butorac J. Murray        | —                              | —                         |
| 2013  | 1er tour (1/32) Lukáš Lacko   | J. Marray André Sá            | 1er tour (1/32) M. Kližan   | E. Butorac Jack Sock          | 1er tour (1/32) M. Kližan     | C. Fleming J. Marray        | —                              | —                         |
| 2014  | —                             | —                             | —                           | —                             | 1er tour (1/32) A. Siljeström | J. Marray J.-P. Smith       | —                              | —                         |
| 2015  | —                             | —                             | —                           | —                             | 1er tour (1/32) M. Kowalczyk  | M. Granollers Marc López    | —                              | —                         |
| 2016  | 1er tour (1/32) Lukáš Rosol   | Steve Johnson Sam Querrey     | —                           | —                             | 1er tour (1/32) A. Bury       | W. Koolhof M. Middelkoop    | —                              | —                         |
| 2017  | —                             | —                             | —                           | —                             | 1er tour (1/32) K. Krawietz   | Oliver Marach Mate Pavić    | —                              | —                         |
| 2019  | 2e tour (1/16) D. Molchanov   | P.-H. Herbert Nicolas Mahut   | 2e tour (1/16) D. Molchanov | Dušan Lajović J. Tipsarević   | 1er tour (1/32) D. Molchanov  | Bob Bryan Mike Bryan        | 1er tour (1/32) Andrés Molteni | Leonardo Mayer João Sousa |
| 2020  | 1er tour (1/32) Roman Jebavý  | Austin Krajicek Franko Škugor | 1er tour (1/32) Artem Sitak | Federico Coria D. Schwartzman | Annulé                        | Annulé                      | —                              | —                         |
| 2021  | 1er tour (1/32) Divij Sharan  | Y. Hanfmann Kevin Krawietz    | —                           | —                             | 1er tour (1/32) R. Arneodo    | R. Berankis Dominik Köpfer  | —                              | —                         |

N.B. : le nom du partenaire se trouve sous le résultat ; le nom des ultimes adversaires se trouve à droite.

### En double mixte
| Année | Open d'Australie | Open d'Australie | Internationaux de France | Internationaux de France | Wimbledon                   | Wimbledon                   | US Open | US Open |
| ----- | ---------------- | ---------------- | ------------------------ | ------------------------ | --------------------------- | --------------------------- | ------- | ------- |
| 2010  | —                | —                | —                        | —                        | 3e tour (1/8) A. Rosolska   | Cara Black Leander Paes     | —       | —       |
| 2011  | —                | —                | —                        | —                        | 1er tour (1/32) V. Uhlířová | Shahar Peer Jonathan Erlich | —       | —       |

N.B. : le nom de la partenaire se trouve sous le résultat ; le nom des ultimes adversaires se trouve à droite.

## Classement ATP en fin de saison
| Année          | 2000 | 2001 | 2002 | 2003 | 2004 | 2005 | 2006 | 2007 | 2008 | 2009 | 2010 | 2011 | 2012 | 2013 | 2014 | 2015 | 2016 | 2017 | 2018 | 2019 | 2020 |
| Rang en double | 571  | 238  | 361  | 497  | 208  | 217  | 753  | 159  | 77   | 71   | 66   | 78   | 83   | 125  | 147  | 74   | 118  | 106  | 69   | 65   | 72   |

Source : (en) Classements de Igor Zelenay sur le site officiel de la Fédération internationale de tennis